# ゴチャマゼの混乱
| 専門評論家によるレビュー | 専門評論家によるレビュー |
| レビュー・スコア         | レビュー・スコア         |
| 出典                     | 評価                     |
| ------------------------ | ------------------------ |
| Billboard                | 4/4stars                 |

「ゴチャマゼの混乱」（ゴチャマゼのこんらん 英: Mixed-Up Confusion）は、ボブ・ディランが作詞・作曲・歌唱し、1962年にファースト・シングルとしてリリースされた楽曲。

## 解説
コロムビア・レコーディング・スタジオに向かうタクシーの中で書かれたと言われ、セカンド・アルバム『フリーホイーリン・ボブ・ディラン』（1963年）のレコーディング・セッション中の1962年11月に、エレクトリック・バンドをバックにレコーディングされた。12月にシングル（B面「コリーナ、コリーナ」、コロムビア、4-42656、モノラル）としてリリースされたが、ディランのイメージに合わないとして早々に回収され、アルバムにも収録されなかった。
イントロにハーモニカが入っているこのテイクは、その後1967年にベネルックス三国でシングルが再発売され、アルバム『バイオグラフ』（1997年）現行再発盤に収録されている。
日本でのみキャンペーン用の特典盤として配布された『MR. D.'S COLLECTION #1』（1974年、CBSソニー、YBPC 2）、『MR. D'S COLLECTION #2』（1976年、CBSソニー、YBPC 3）やコンピレーション・アルバム『傑作』には、イントロにハーモニカが入らない別テイクが収録、アルバム『バイオグラフ』初回盤（1985年）には、同テイクの編集されたリミックス・ステレオ・バージョンが収録されている。
B面「コリーナ、コリーナ」は、『フリーホイーリン・ボブ・ディラン』のテイクとは異なり、アルバム未収録。

## 反響・評価
1963年2月9日付『ビルボード』誌の「シングル・レビュー」では「4つ星シングル」と評価された。

## チャート
| 1962年       | ビルボード Hot 100 | — |
| — はランク外 |                    |   |

## リリース
| 国       | 日付           | レーベル   | 規格        | カタログ番号 | 付記     |
| -------- | -------------- | ---------- | ----------- | ------------ | -------- |
| アメリカ | 1962年12月14日 | コロムビア | 7" シングル | 4-42656      | モノラル |